# Sombrero Luminoso
Sombrero Luminoso é uma banda gaúcha criada em 1999 pelo cantor e compositor Santiago Neto. Possui uma proposta de rock mestiço cantado em portunhol, linguajar usado nas fronteiras do Brasil com Argentina e Uruguai.

## Discografia
- En Buena Onda – 2000
- Ahora Que Somos Amigos – 2002
- Chiuaua – 2007

## Prêmios e indicações

### Prêmio Açorianos
| Ano  | Categoria             | Indicação         | Resultado |
| ---- | --------------------- | ----------------- | --------- |
| 2000 | Revelação de Pop/Rock | Sombrero Luminoso | Venceu    |
| 2002 | Grupo de Pop/Rock     | Sombrero Luminoso | Indicado  |